# Charles Xavier Thomas de Colmar

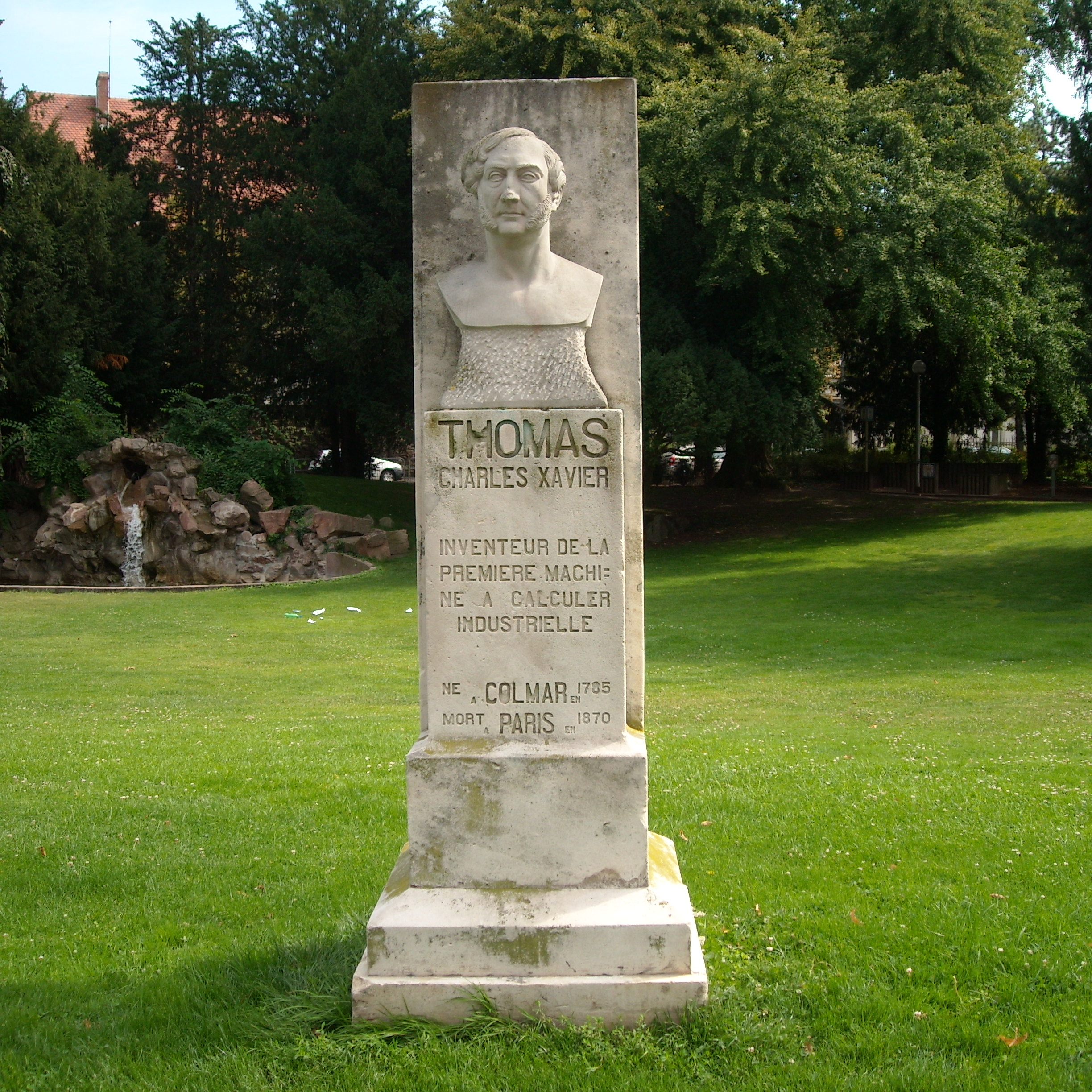
Estatua de Charles Xavier Thomas de Colmar

Charles Xavier Thomas de Colmar (5 de mayo de 1785-12 de marzo de 1870) nació en Francia y puede ser considerado un pionero en la era del cálculo mecánico junto a Blaise Pascal (1623-1662) y Gottfried Wilhelm von Leibniz (1646-1716).

## Carrera
Es recordado por ser el inventor del aritmómetro, la primera máquina calculadora comercializada con gran éxito. Fue construido en 1820 y patentado el 18 de noviembre de ese mismo año (patente número 1420). En 1851 un nuevo aritmómetro sin multiplicador fue descrito en el Boletín de la Sociedad para el Fomento de la Industria Nacional, y presentado al público en la Gran Exposición Universal de Londres. Gracias a su invento le otorgaron la condecoración de caballero de la Legión de Honor en Francia el 24 de abril de 1820.